# Carl Friedrich Weitzman
Carl Friedrich Weitzman (Berlín, 10 d'agost de 1808 - 7 de novembre de 1880) fou un compositor i musicògraf alemany.
Fou deixeble de Klein a Berlín i de Spohr i Hauptmann a Cassel, fou nomenat el 1832 mestre de cors del Teatre Municipal de Riga, fundant, a més, en aquella ciutat una Societat de cant.
Més tard va estar a Reval, també com a mestre de cors, i el 1836 aconseguí la plaça de primer violí en la Capella Imperial i la de director de música de l'església de Santa Anna, de Sant Petersburg, establint-se el 1847 a Berlín com a professor de composició, on va tenir entre altres alumnes a Arthur Mees, Otto Reubke, Carl Dorius Johannes Fuchs, i el que més es dedicaria a cantar, el saxó Félix Schmidt.
Com a musicògraf va escriure: Der übermässige Dreiklang (1853);Der verminderte Septimenakkord (1854);Geschichte des Septimenak kords (1854); Geschichte der Harmonie und ihrer Lehre;Harmoniesystem (1860); Die neue Harmonielehre im Streit mit der alten (1861); Geschichte des Klavierspiel und der Klavierlitteratur (3a edició 1879) Der letzte der Virtuosen (1868).
Entre les composicions musicals s'ha de mencionar les òperes:
- Räuberliebe;
Walpurgisnacht
Lorbeer und Bettelstab, totes tres representades a Reval:

Diverses col·leccions de lieder; peces per a piano a dues i quatre mans; quatre quaderns d'estudis de contrapunt, i.800 preludis i modulacions.